# Sayang
Sayang (indonesisch Pulau Sayang, auch Sajang) ist eine indonesische Insel in der Halmaherasee. 
Die Insel liegt im Nordwesten des Raja-Ampat-Archipels, 15 km nordwestlich der Waiag-Inseln. Sayangs Nordküste knapp 2 km vorgelagert liegt das kleine Eiland Ai (Pulau Ai).
Beide Inseln sind dicht bewachsen und unbewohnt.